# 응우옌꽁후이
응우옌꽁후이(베트남어: Nguyễn Công Huy / 阮公輝, 1987년 5월 19일 ~ )는 베트남의 축구 선수로, 포지션은 미드필더이다.